# Лоррейн Олівейра
Лоррейн Олівейра (англ. Lorrane Oliveira; нар. 13 квітня 1998, Нова-Ігуасу) — бразильська гімнастка. Срібна призерка в командній першості Олімпійських ігор в Парижі, Франція. Учасниця Олімпійських ігор 2016 та 2024 років, чемпіонатів світу, Панамериканських чемпіонатів та ігор.

## Біографія
У п'ятирічному віці побачили спортивну гімнастику по телевізору та була вражена майстерністю Даяни Дос Сонтос. У сім років вітчим відвід до циркової студії.

## Спортивна кар'єра
Коли виповнилось дев'ять, вмовила маму відвести до секції спортивної гімнастики у Сан-Паулу.
Після 2016 до квітня 2017 року лікувала травму ноги, потім з'явилась травма спини та пальця. Була втрачена мотивація, тому зробила перерву в спорті, але без гімнастики життя сприймалось нудним та одноманітним, тому повернулась до тренувань та змагань у 2018 році.

## Іменний елемент
У 2021 році на етапі кубка світу в Досі, Катар, виконала у вільних вправах елемент подвійне арабське сальто з половиною гвинта, який Міжнародна федерація гімнастики внесла до Кодексу елементів під назвою «The Oliveira».

## Результати на турнірах
| Рік  | Змагання                   | КБ | ІБ | Опорний стрибок | Різновисокі бруси | Колода | Вільні вправи |
| ---- | -------------------------- | -- | -- | --------------- | ----------------- | ------ | ------------- |
| 2015 | Панамериканські ігри       | 3  |    |                 |                   |        |               |
| 2015 | Чемпіонат світу            | 9  | 18 |                 |                   |        |               |
| 2016 | Олімпійські ігри           | 8  |    |                 |                   |        |               |
| 2018 | Панамериканський чемпіонат | 2  |    |                 |                   |        |               |
| 2018 | Чемпіонат світу            | 7  |    |                 |                   |        |               |
| 2019 | Панамериканські ігри       | 3  |    |                 | 4                 |        |               |
| 2019 | Чемпіонат світу            | 14 |    |                 |                   |        |               |
| 2021 | Панамериканський чемпіонат | 1  | 3  |                 | 1                 |        |               |
| 2022 | Панамериканський чемпіонат | 1  |    |                 |                   |        |               |
| 2022 | Чемпіонат світу            | 4  |    |                 |                   |        |               |
| 2023 | Чемпіонат світу            | 2  |    |                 |                   |        |               |
| 2024 | Олімпійські ігри           | 3  |    |                 |                   |        |               |